# Elwyn Roy King

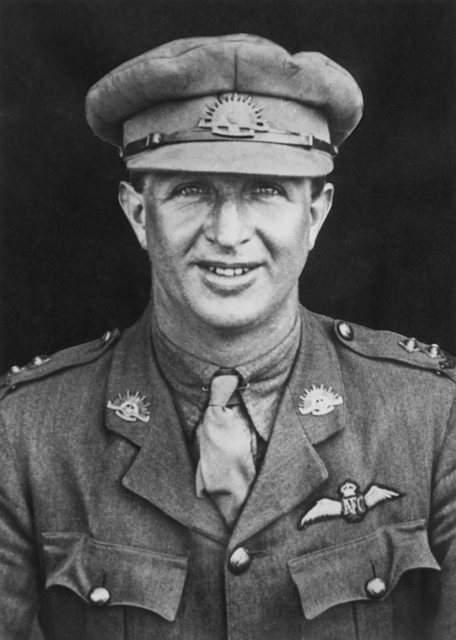
Elwyn Roy King (1917/18)

Elwyn Roy King, DSO, DFC (* 13. Mai 1894; † 28. November 1941) war ein Fliegerass im Australian Flying Corps (AFC) während des Ersten Weltkriegs. Er erzielte 26 Siege in Luftkämpfen, womit er auf Rang vier der australischen Piloten mit den meisten Siegen im Ersten Weltkrieg lag; ihn trennten lediglich drei von Harry Cobby. Zwischen den Weltkriegen war er als ziviler Pilot und Ingenieur tätig. Von 1939 bis zu seinem Tod diente er erneut in der Royal Australian Air Force (RAAF).

## Leben

### Frühe Jahre
Elwyn Roy King kam am 13. Mai 1894 als ältestes Kind von Richard und Elizabeth Mary King (geborene Miller) auf „The Grove“ in der Umgebung von Bathurst (New South Wales) zur Welt. Er besuchte eine öffentliche Schule und ließ sich durch Korrespondenzkurse zum Mechaniker ausbilden. Seinen Lebensunterhalt verdiente er sich zunächst mit der Reparatur von Fahrrädern, Automobilen und Schermaschinen.

### Erster Weltkrieg
Am 20. Juli 1915 trat King der Australian Imperial Force bei und wurde im Oktober des gleichen Jahres nach Ägypten verschifft, wo er ab Februar 1916 beim 12th Light Horse Regiment diente. Im Dezember 1916 wurde er als Flugzeugmechaniker zum Australian Flying Corps (AFC) versetzt. In dieser Funktion wurde er nach England gebracht, wo er kurz darauf zum Piloten ausgebildet wurde. Am 21. März 1918 wurde er der No. 4 Squadron des AFC in Frankreich als Kampfpilot zugeteilt. Am selben Tag leiteten die deutschen Truppen in Frankreich mit dem Unternehmen Michael ihre Frühjahrsoffensive von 1918 ein.

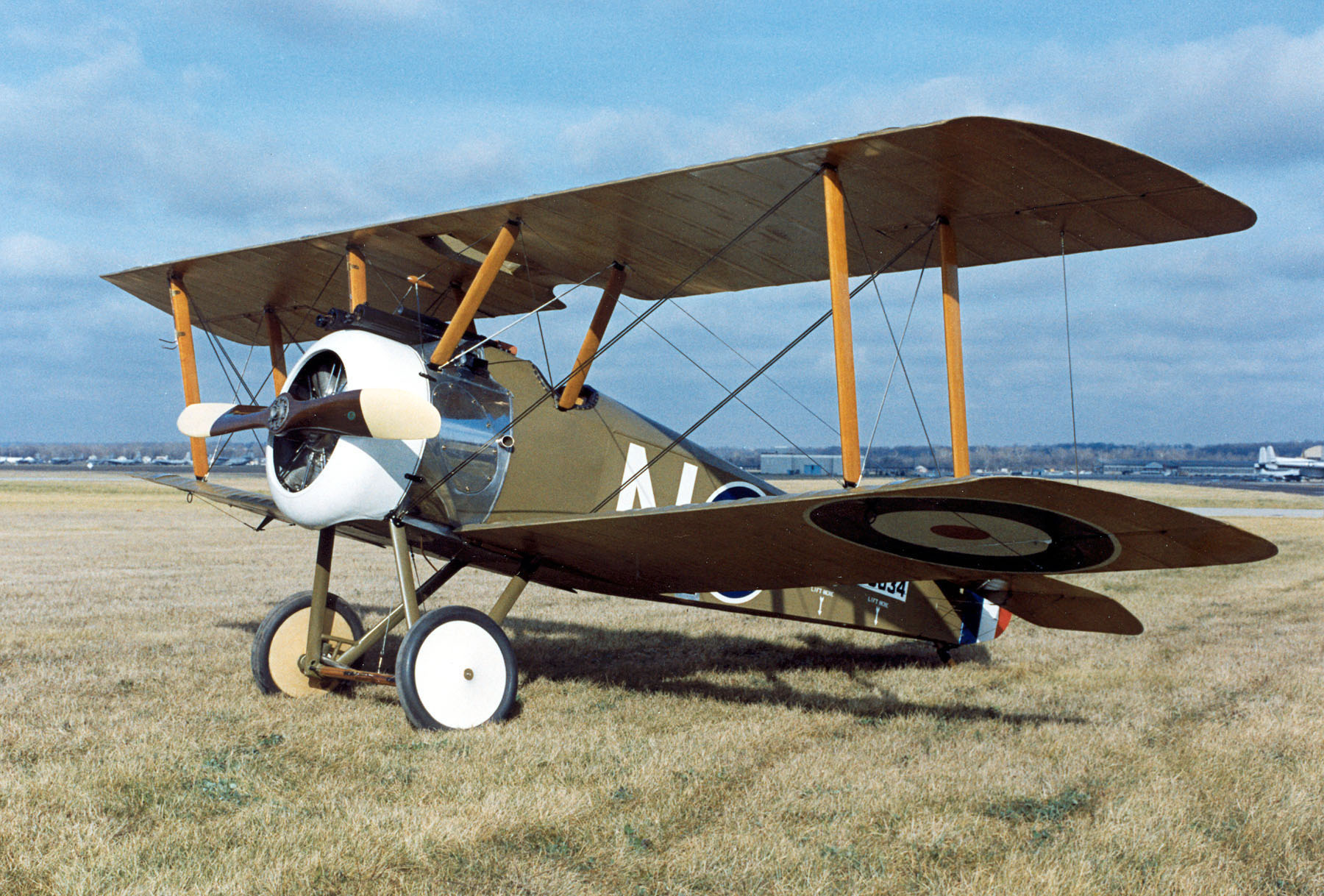
Eine Sopwith Camel

Die No. 4 Squadron des AFC war zu dieser Zeit in Bruay stationiert. Bereits am 20. März 1918 hatten die Piloten den Befehl erhalten ihre Patrouillen auf das Gebiet südlich der Scarpe bis in die Umgebung von Bapaume auszudehnen, da man in diesem Gebiet den Hauptstoß des deutschen Angriffs vermutete. Die mit Sopwith Camel ausgestatteten Piloten der Squadron flogen in Folge hauptsächlich Angriffe auf Bodentruppen, um den deutschen Vormarsch zu behindern und den Alliierten Zeit für den Aufbau einer neuen Verteidigungslinie zu verschaffen. Die Angriffe der Squadron konzentrierten sich auf Bodenziele in der Umgebung von Bapaume, Vaulx-Vraucourt und die Straße zwischen Bapaume und Cambrai. Gelegenheiten für Luftkämpfe boten sich kaum. Kings Squadron war ausschließlich für die Bekämpfung von Bodenzielen vorgesehen, während die No. 2 Squadron für die notwendige Rückendeckung aus der Luft sorgte und angreifende Flugzeuge der deutschen Luftstreitkräfte abfing. Zudem hatte King Schwierigkeiten mit seiner Sopwith Camel. Das Cockpit der Maschine war zu eng für den mehr als 1,9 m großen und kräftig gebauten King und er hatte insbesondere bei der Landung Probleme den Steuerknüppel weit genug zurückziehen zu können. Das Problem konnte erst gelöst werden, nachdem die No. 4 Squadron mit der geräumigeren Sopwith Snipe ausgerüstet worden war.
Nachdem der deutsche Vorstoß in Richtung Arras am 28. März 1918 endgültig erlahmt war, verlagerten sich die Aktivitäten der No. 4 Squadron nach Norden in das Gebiet um die Leie. Der Frontabschnitt galt als „relativ ruhig“, bis sich Anfang April die deutsche Frühjahrsoffensive auch auf diesen Bereich ausdehnte und ab dem 7. April 1918 in der Vierten Flandernschlacht eskalierte. Die No. 4 Squadron war erneut ausschließlich mit der Bekämpfung von Bodenzielen beschäftigt.
Ende April 1918 wurde das Flugfeld der No. 4 Squadron in die Umgebung von Clairmarais verlegt. Die Aufgabe der Squadron verlagerte sich zunehmend auf die Bekämpfung feindlicher Flugzeuge, insbesondere von Artilleriebeobachtern. Am 14. Mai 1918 erzielte King seinen ersten Sieg in einem Luftkampf. Der Abschuss eines zweisitzigen Artilleriebeobachters im Gebiet zwischen Ypern und Bailleul konnte jedoch nicht bestätigt werden. Seinen ersten bestätigten Abschuss erzielte er einige Tage später am 20. Mai 1918.
Am 1. Juni 1918 wurde King zum First Lieutenant befördert. Noch im gleichen Monat zerstörte er bei Estaires einen Artilleriebeobachtungsballon (20. Juni) und schoss einen Pfalz-Jäger bei Armentières (26. Juni) sowie eine zweisitzige LVG bei Mesen (28. Juni) ab. Im Juli wurde die No. 4 Squadron auf ein Flugfeld bei Reclinghem verlegt, das es sich mit der No. 2 Squadron des AFC teilen musste. In weiterer Folge entspann sich zwischen den beiden australischen Schwadronen ein Wettstreit um die Anzahl der bestätigten Abschüsse. Bis Ende des Monats erzielte King zwei weitere Abschüsse, erneut eine zweisitzige LVG nördlich von Armentières am 25. Juli und vier Tage später, ebenfalls bei Armentières einen Fokker-Doppeldecker. Anfang August waren die offensiven Patrouillenflüge der Australier zur Routine geworden und King verzeichnete bis zum 10. des Monats vier weitere Abschüsse (drei zweisitzige Aufklärungsflugzeuge und einen Artilleriebeobachtungsballon). Neben den Luftkämpfen wurden hauptsächlich deutsche Nachschublinien, Depots, Züge, Gleisanlagen und Bahnhöfe, bombardiert.
Am 8. August wurde mit der Schlacht bei Amiens der alliierte Gegenangriff eingeleitet. Teile der No. 2 und der No. 4 Squadron, darunter auch King, wurden am 12. August nach Allonville verlegt um von dort aus den Angriff zu unterstützen. Die Australier stießen bei ihren Patrouillen jedoch kaum auf gegnerische Flugzeuge. Am 13. August flog King in einer Gruppe aus sechs Sopwith Camels, als die Patrouille westlich von Péronne auf einen einzelnen Albatros-Zweisitzer traf. Alle sechs Camels griffen gleichzeitig an und schossen den Gegner ab. Die anderen Patrouillen hatten kaum mehr Erfolge zu verzeichnen und man musste schließlich einsehen, dass die wenigen Abschüsse den dafür betriebenen Aufwand nicht lohnten. Bereits am 14. August wurden King und seine Kameraden wieder in ihr ursprüngliches Einsatzgebiet an der Leie zurückbeordert.
Am 16. August war King an einem Großangriff auf ein deutsches Flugfeld bei Haubourdin beteiligt. Alle in Reichweite des Ziels verfügbaren Flugzeuge, insgesamt 65 Maschinen, wurden bis an die Grenze ihrer Tragfähigkeit mit Brand- und Sprengbomben und MG-Munition bestückt. King flog hinter Cobby als zweiter in der Angriffslinie, zerstörte in seinem ersten Anflug auf das Ziel mit drei seiner Bomben einen Hangar und setzte mit seiner vierten und letzten Bombe einen weiteren in Brand. Dann wendete er seine Maschine, flog im zweiten Anflug eine vollständige Runde über das feindliche Flugfeld und beschoss mit seiner Bord-MG jedes in seinem Sichtbereich liegende Ziel, Lagerhütten gleichermaßen wie Unterkünfte und Scheinwerfer. Die nachfolgenden Piloten vollendeten das Zerstörungswerk. Einen Tag später folgte ein ähnlicher Angriff auf ein deutsches Flugfeld bei Lomme.

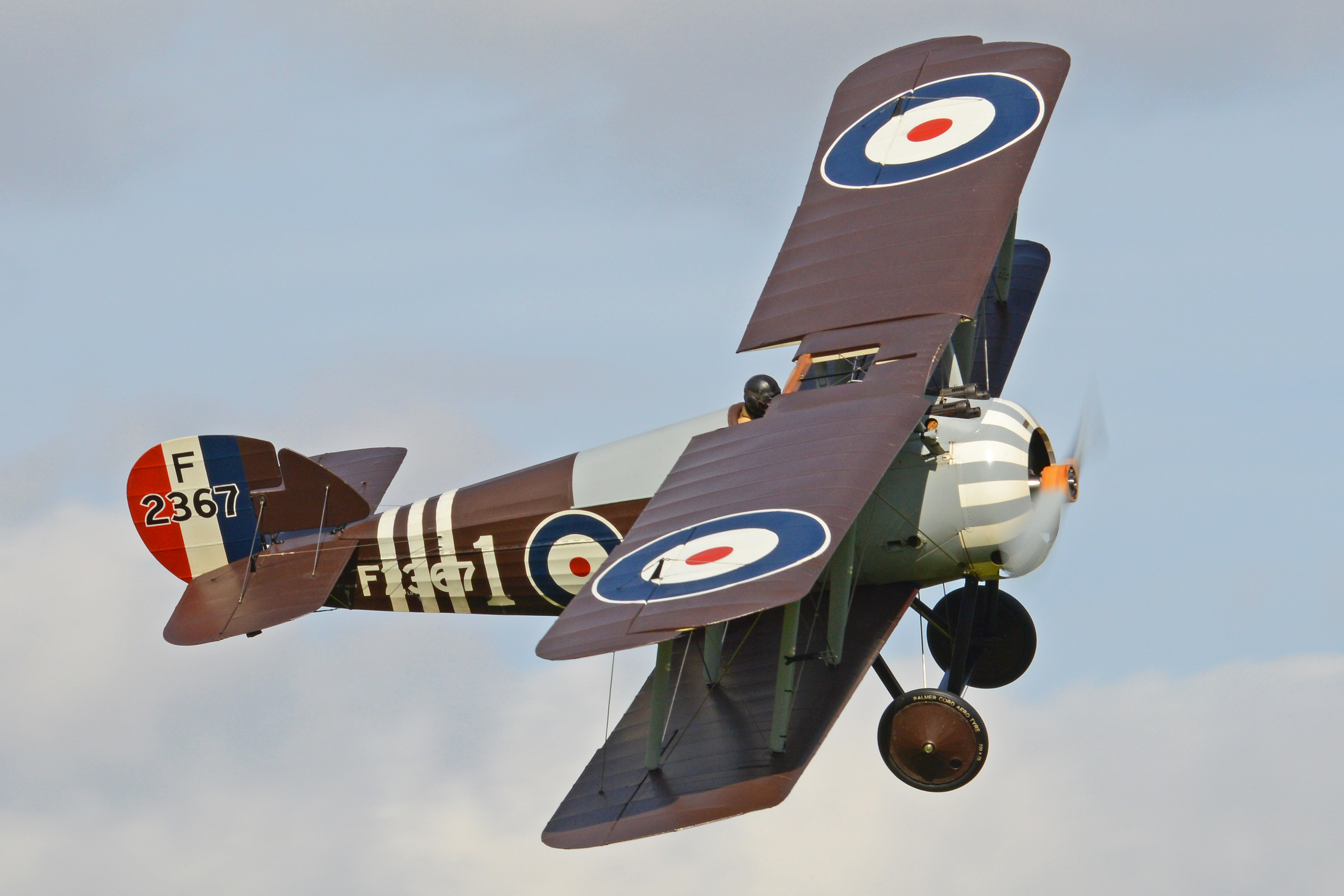
Nachbau einer Sopwith Snipe

In den folgenden Tagen behinderte schlechtes Wetter die Aktivitäten der Piloten. Am 25. August drang King, alleine auf Patrouille, bis nach Don vor, bombardierte dort den Bahnhof, beschoss einen Zug mit seiner Bord-MG und kehrte zur Basis zurück ohne auch nur ein einziges gegnerisches Flugzeug zu Gesicht zu bekommen. Erst am 30. August konnte King wieder einen bestätigten Abschuss auf seiner Liste verbuchen. Die deutschen Luftstreitkräfte hatten sich nach den verheerenden Angriffen auf Haubourdin und Lomme weitgehend aus diesem Frontabschnitt zurückgezogen.
Im September wurde King zum Captain befördert und als Schwarmführer („Flight Commander“) eingesetzt. Bis Ende des Monats verzeichnete er 18 bestätigte Abschüsse. Am 2. Oktober 1918 ergänzte er seine Abschussliste um einen weiteren, seinen inzwischen vierten, Artilleriebeobachtungsballon. Es war dies der letzte Abschuss, den er mit seiner Sopwith Camel erzielte. Kurz darauf wurde die No. 4 Squadron mit den neuen Sopwith Snipes ausgerüstet. Bis zum Waffenstillstand von Compiègne am 11. November 1918 erzielte King mit der neuen Maschine noch sieben weitere Abschüsse, darunter sechs Fokker-D.VII-Jagdflugzeuge. Damit erreichte King die höchste Anzahl an Abschüssen mit einer Maschine dieses Typs.

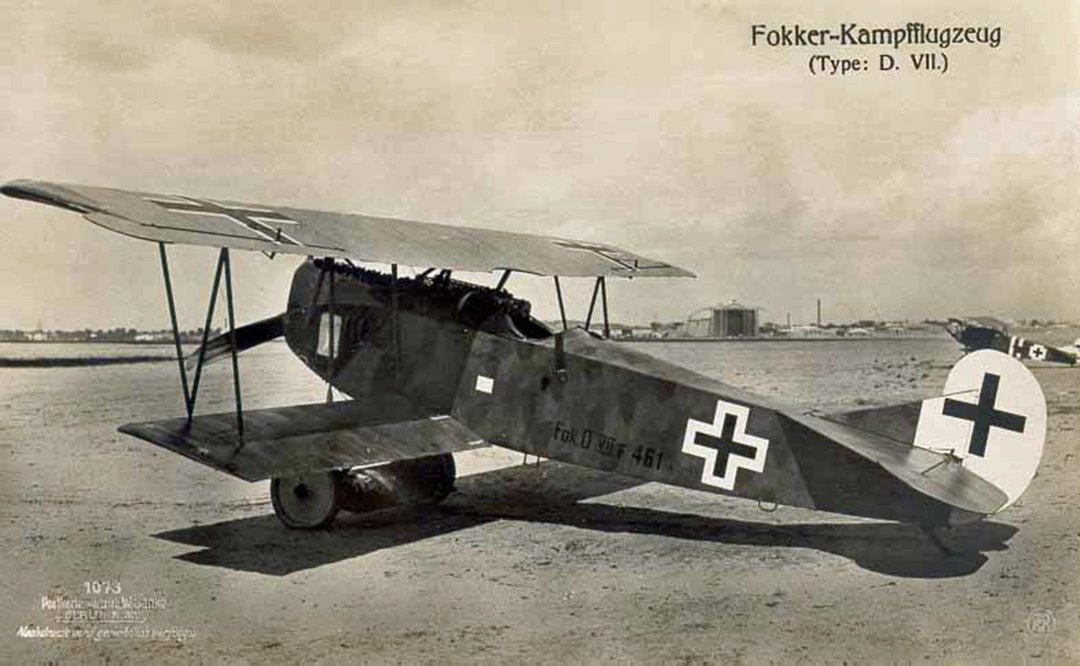
Fokker D.VII

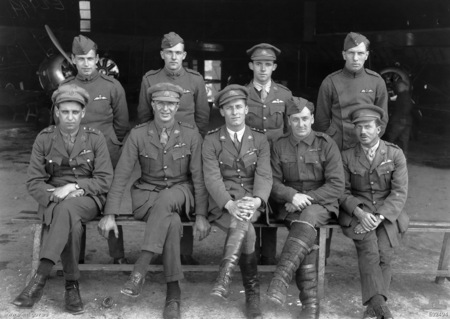
King, sitzend, zweiter von Links im Kreis der „A-Flight“-Piloten

Die hohe Anzahl an Abschüssen während der letzten Tage des Krieges lag auch daran, dass große Verbände der deutschen Luftstreitkräfte an den nördlichsten Frontabschnitt verlegt wurden um den Rückzug der Bodentruppen aus Belgien zu decken. Vom 29. Oktober bis zum 4. November kam es in diesem Gebiet zu den heftigsten Luftkämpfen des ganzen Krieges, an denen jeweils eine große Anzahl von Flugzeugen beider Seiten beteiligt war. Am 30. Oktober führte King seinen Schwarm („A-Flight“) als Geleitschutz für einen Bomberangriff auf ein gegnerisches Flugfeld bei Rebaix an. Der Angriff wurde von deutschen Fokker-Jagdflugzeugen gestört und King nahm den Kampf auf. Es gelang ihm einen der feindlichen Jäger abzuschießen. Er wurde dann jedoch gleichzeitig von vier weiteren Fokker-Jägern angegriffen. King nutzte die verbesserte Steigleistung seiner neuen Maschine um mitten durch die gegnerische Formation aufzusteigen und aus erhöhter Position erneut zuzuschlagen. Dabei hatte er jedoch, nach eigenen Angaben, eine der feindlichen Maschinen übersehen und kam ihr bei dem Manöver gefährlich nahe. Der deutsche Pilot drehte ab um eine Kollision zu vermeiden, kollidierte seinerseits mit einem weiteren Flugzeug aus seiner eigenen Formation und beide Fokker stürzten schwer beschädigt ab.
Ab dem 31. Oktober setzte schlechtes Wetter ein und verhinderte großangelegte Luftangriffe auf beiden Seiten. Am 4. November besserte sich das Wetter und es kam zur letzten großen Luftschlacht im Verlauf des Ersten Weltkrieges. Gegen Mittag stiegen alle verfügbaren Maschinen der Alliierten auf um den deutschen Rückzug entlang der Straße zwischen Leuze und Ath und ein Flugfeld bei Chapelle-à-Wattines anzugreifen. Kings Schwarm hatte den Auftrag die Bomber sicher über die Frontlinie zurück zu geleiten, als eine Formation von 12 Fokker-Jägern auftauchte. King kehrte mit seinem Schwarm um und schoss den Anführer der feindlichen Formation ab. Dann wendete er und schoss eine weitere Jagdmaschine ab, die einen der Männer aus seinem Schwarm verfolgte. Am 10. November unterstützte die No. 4 Squadron die No. 2 Squadron nochmals als Geleitschutz bei Bombenangriffen auf den Bahnhof von Enghien. Einen Tag später hatte das gegenseitige Morden ein Ende und der Waffenstillstand von Compiègne wurde unterzeichnet.

### Zwischenkriegszeit
Nach Ende des Krieges war King mit der No. 4 Squadron ab 7. Dezember zunächst in Euskirchen und später später auf einem Flugfeld in Bickendorf bei Köln als Besatzungssoldat im Einsatz. Erst im Juni 1919 kehrte King nach Australien zurück und am 11. August 1919 wurde er offiziell aus dem Militärdienst entlassen.
Zurück im Zivilleben arbeitete King zunächst als ziviler Pilot, hauptsächlich bei der Larkin-Sopwith Aviation Co. of Australasia Ltd, und erwarb sich einen gewissen Ruf durch etliche Erstflüge im Post- und Nachrichtenwesen. Anfang der 1920er-Jahre gab er die Fliegerei auf und gründete gemeinsam mit einem ehemaligen Fliegerkameraden eine eigene Firma. Die Shipman, King & Co. Pty Ltd importierte Maschinen, stellte auch eigene Produkte her und war wirtschaftlich durchaus erfolgreich.
Am 31. März 1925 heiratete er in Melbourne die damals zwanzigjährige Josephine Vida Livingston. Das Paar hatte in weiterer Folge zwei Kinder, eine Tochter und einen Sohn.

### Zweiter Weltkrieg
Nach Ausbruch des Zweiten Weltkriegs wurde King im Dezember 1939 erneut zum Dienst bei der Australischen Luftwaffe, die sich inzwischen nicht mehr als „Australian Flying Corps“, sondern als „Royal Australian Air Force“ (RAAF) bezeichnete, eingezogen. King war anfänglich wieder als Pilot vorgesehen, wurde 1940 aber zur „Administrative and Special Duties Branch“ versetzt, wo er mehrere Flugschulen leitete, bevor er im Oktober 1941 das Kommando über die RAAF-Basis Point Cook bei Melbourne übernahm.
Elwyn Roy King verstarb in dieser Position am 28. November 1941 völlig unerwartet an den Folgen eines Hirnödems.

## Auszeichnungen
Für seine taktischen Fähigkeiten und seinen Mut bei Tieffliegerangriffen auf Bodenziele wurde King im Dezember 1918 das Distinguished Flying Cross (DFC) verliehen. Am 3. Juni 1919 folgte die Aufnahme in den Distinguished Service Order (DSO) und im Juli des gleichen Jahres ein Mentioned in Dispatches (MID).